# Arboleas
Arboleas es una localidad y municipio español situado en la parte oriental de la comarca del Valle del Almanzora, en la provincia de Almería, comunidad autónoma de Andalucía. Limita con los municipios de Albox, Cantoria, Albanchez, Lubrín, Zurgena y Taberno. Por su término discurre el río Almanzora.
El municipio arboleano comprende los núcleos de población de Arboleas —capital municipal—, Los Carrascos, Casablanca, El Chopo, La Cinta, Los Cojos, Los Colorados, La Cueva, Los Garcías, El Germán, Los Gilabertes, Los Higuerales, La Hoya, Los Huevanillas, La Judea, Los Lázaros, Limaria, Los Llanos de Arboleas, Los Menchones, La Perla, El Prado, Los Requenas, El Rincón, El Rulador, San Roque, Las Tahullas, Los Torres y Venta Mateo.

## Toponimia
Según Diego Cerdán, en el siglo XVI el nombre del pueblo se deletreaba "Alboreas" (del árabe "al-Burayax") - que significa "la torrecilla".
Es posible también que el origen del nombre "Arboleas" se deba a Abu Ben Abdalacis al-Arbuli,[cita requerida] un científico granadino del siglo XIV. Al-Arbulí fue vecino del municipio y entre sus obras cabe destacar el Tratado de los Alimentos.

## Geografía física

### Ubicación
Arboleas se ubica en la ribera del río Almanzora, en las estribaciones de la sierra de los Filabres. Se encuentra rodeado por las poblaciones de Albox, Zurgena, Lubrín, Albanchez, Cantoria y Taberno.
| Noroeste: Albox       | Norte: Albox | Noreste: Taberno |
| Oeste: Albox Cantoria |              | Este: Zurgena    |
| Suroeste Cantoria     | Sur: Lubrín  | Sureste: Lubrín  |

### Hidrografía
El municipio está atravesado por el Río Almanzora que es el principal cauce, además de una serie de ramblas y arroyos que desembocan en el río. Entre las principales ramblas y arroyos destacan: Arroyo Aceituno, Rambla de la Cinta, Rambla de los Higuerales y Rambla de Canales.

### Riesgos naturales
El municipio de Arboleas todavía no cuenta con un PTEL que cumpla con la Ley 5/2010 sobre autonomía local.

## Naturaleza

### Fauna y flora
Arboleas se encuentra dentro del entorno del Cabezo de la Jara, la rambla de Nogalte y de la sierra del Alto de Almagro, de ahí la riqueza en cuanto a fauna y flora.

#### Fauna
En el entorno de Arboleas se pueden encontrar abubillas, águilas perdiceras, halcones pelegrinos, pitones reales y culebras de herradura entre otros.

#### Flora
Abunda la flora agrícola y prados artificiales así como matorrales, pinares de pino carrasco (bosque y plantación) y arbolado disperso de coníferas y frondosas.
Vegetación de la zona de Yesos de Limaria
La flora de Arboleas es la propia del Mediterráneo, pero en algunas zonas del municipio, sobre todo en la zona de Limaria, debido a la gran cantidad de yesos que existen, se pueden encontrar hábitat exclusivos de este tipo de suelos. Este paraje cuenta con una flora compuesta especialmente por unas plantas muy exclusivas llamadas jaboneras o gipsófilas, un término acuñado por el naturalista sueco Carlos Linneo que significa "amantes del yeso".
A diferencia de la mayoría de especies, estas plantas crecen en ambientes inhóspitos y secos como el que presenta la zona de Limaria, caracterizada por suelos de yeso donde hay un exceso de nutrientes como el calcio o el azufre, y escasean elementos esenciales como el nitrógeno y el fósforo, además del agua.
Las gipsófilas se desarrollan mayoritariamente en comunidades de arbustos de no más de un metro de altura. Suelen abrirse paso en pequeñas islas surgidas entre los afloramientos de yeso. En el contexto de Limaria, sus principales amenazas son las roturaciones para cultivos, la extracción de yesos y la apertura de nuevas pistas e infraestructuras.

### Geología
Yacimiento arqueológico de los Pedregales
En la zona denominada Casa Blanca, cerca del río Almanzora, se ubica el yacimiento arqueológico de Los Pedregales, un conjunto histórico de grandes dimensiones que quizá deba ponerse en relación con las tumbas, aún sin localizar, de la Loma de los Planes y de los Ruriales, publicadas décadas atrás por el matrimonio de arqueólogos Leisner. El yacimiento no ha sido excavado en extensión, por lo que existen diversas teorías sobre su origen y funcionalidad, si bien se pone en relación con la cultura argárica que floreció entre finales del III milenio a. C. y mediados del II a. C. en el sureste peninsular. En la superficie son visibles algunas estructuras, como dos silos muy deteriorados, o un espacio de planta cuadrangular interpretado como tumba, por algunos, o como espacio de habitación, por el arqueólogo Luis Siret. Se han documentado también fragmentos cerámicos muy erosionados de época calcolítica, así como puntas de flecha, hachas pulimentadas y huesos tallados.

## Historia
Tras la época nazarí, la villa de Arboleas pasó a poder de los cristianos, junto con otros pueblos del Almanzora, en el año 1488, cuando todos ellos se rindieron conjuntamente a los Reyes Católicos en el Real de Vera.
Su primitiva iglesia fue erigida en el año 1492 por el Cardenal Arzobispo de Toledo, Don Pedro González de Mendoza, y posteriormente, por Fray Diego de Deza, en 1505, por su bula dada en Segovia el 26 de abril del mismo año. Estaba situada al oeste de la villa, sobre un acantilado de muy difícil acceso desde el río, era un edificio de mampostería y ladrillo, según lo describe Pascual Madoz en su Diccionario, de 21 varas de longitud, 8 de anchura y 21 de altura.
Entre los hechos históricos relativos a esta villa, cabe citar la llamada batalla del Corral de Arboleas sostenida por la gente de Lorca contra los moriscos del Almanzora y que Mármol y Carvajal cuenta en el capítulo XXV de su obra citada. Habiendo escapado el Marqués de los Vélez de una emboscada de los moriscos sublevados en el lugar llamado Bocas de Oria, pidieron las hijas del marqués auxilio a la ciudad de Lorca porque temían que allí se sublevasen los moriscos, una vez ausentado su padre con las tropas que iban a sofocar la sublevación en el río. Recibido el auxilio y sofocado al amago de rebelión, marcharon hacia Oria los de Lorca y, una vez que dejaron la plaza defendida, bajaron sobre la villa de Cantoria con ánimo de conquistarla porque supieron que allí tenían las moriscos una fábrica de pólvora. Salieron a medianoche de Oria para ir a amanecer sobre Cantoria, pero no pudo darse el ataque por sorpresa porque los moriscos ya estaban apercibidos de su venida. Duró la batalla desde las siete de la mañana hasta las dos de la tarde. Consiguieron los de Lorca desquiciar las primeras puertas del rebellín, que era el sitio donde los moros habían guardado el ganado, y, metiéndose en la casa de la munición, que estaba entre los dos muros, desbarataron el ingenio de refinar el salitre y fabricar la pólvora y lo quemaron todo. No pudiendo entrar en la fortaleza porque no llevaban artillería, ni traían escalas, sacaron 2300 cabezas de ganado menor y 900 vacas y se retiraron.
Marchaba a la cabeza Martín de Molina con 30 caballos y 300 peones, para adelantar el camino y llegar al lugar de Huércal, porque suponían que acudirían muchos moros, según las grandes ahumadas que hacían los de Cantoria. Cerca del lugar de Arboleas, se descubrieron enemigos que habían venido en ayuda de Cantoria, y, viendo que los cristianos se habían retirado, se lanzaron en su persecución. Enviaron estos algunos caballeros a reconocer la gente que los perseguía y vieron cuatro banderas de moros que caminaban a meterse en las huertas de Arboleas, donde había un paso peligroso por la mucha espesura de los álamos y de las acequias que cruzaban de una y otra parte sin puentes, y, porque temían que, si los moros tomaban aquel paso, pudieran hacerles gran daño, hicieron alto para pelear a la entrada de la huerta. Pero los moros, al verlos hacer parada, sospecharon que debían tenerles preparada alguna emboscada, dejaron el camino que llevaban, subieron a gran prisa por encima de una venta que dicen Bena Romana, y desde allí comenzaron a arcabucear a los de Lorca. Quisieron los cristianos atacarlos, pero el alcalde mayor no lo consintió, diciéndoles que pasaran adelante, que él les daría la orden para ello en sitio donde los caballos se pudieran revolver. Después de pasar la venta y un lodazal grande que se formaba junto a ella, avanzaron como una media legua más allá y, cerca del sitio, que dicen el Corral, empezó la batalla.
Después de usar los arcabuces, se atacaron con tal ímpetu que llegaron a las manos y, peleando esforzadamente caballeros y peones, mataron a algunos turcos que venían en la vanguardia, poniendo a los demás en huida y tomando las cinco banderas, que eran de Cóbdar, Líjar, Albanchez, Serón, Purchena, Tabernas y Benitagla.
Luis de Mármol y Carvajal, quien transcribe el relato de esta batalla, dice también: peleó este día un moro, que llevaba una de estas banderas, admirablemente, el cual, estando pasado de dos lanzadas, y teniéndole atravesado con la lanza el alférez de la caballería, con una mano asida a la lanza del alférez y con la otra a la bandera, estuvo gran rato luchando, hasta que el alcalde mayor mandó a un escudero que lo atropellase con el caballo, y, ya caído, en el suelo, no se le pudo quitar la bandera mientras le quedó un aliento de vida.
Cuenta Cánovas Cobeño, en su Historia de Lorca, que el ayuntamiento de la ciudad, para conmemorar esta victoria, que tuvo lugar el día 2 de noviembre, fiesta de San Millán, tomó el acuerdo de celebrar todos los años en este día unas solemnes fiestas con bailes y farsas y una procesión con las banderas ganadas a los moros en dicha ocasión. Así mismo, acordó escribir un libro titulado "Libro de las Batallas" y consta de cien folios, la mayor parte de ellos en blanco, ya que sólo se empleó para relatar la historia de la batalla del Corral de Arboleas.
El 16 de noviembre de 2009 el ayuntamiento fue intervenido por orden judicial a causa de una presunta irregularidad en la concesión de contratos urbanísticos.

## Geografía humana

### Organización territorial
El municipio se divide en las siguientes entidades de población, según el nomenclátor de población publicado por el INE (Instituto Nacional de Estadística). Los datos de población se refieren a 2014.
| código INE | Entidad de Población   | Población 2014      |
| ---------- | ---------------------- | ------------------- |
| 000100     | Arboleas               | 1340                |
| 000200     | Venta Mateo            | Parámetro no válido |
| 000300     | Casablanca             | 28                  |
| 000400     | La Cinta               | 162                 |
| 000600     | El Germán              | 325                 |
| 000800     | Limaria                | 320                 |
| 000900     | La Perla               | 318                 |
| 001000     | El Prado               | 330                 |
| 001100     | El Rincón              | 164                 |
| 001300     | Los Cojos              | 69                  |
| 001400     | Los Coloraos           | 102                 |
| 001500     | El Chopo               | 90                  |
| 001600     | Los García             | 176                 |
| 001700     | La Hoya                | 36                  |
| 001800     | Los Huevanillas        | 126                 |
| 001900     | Los Llanos de Arboleas | 191                 |
| 002000     | Los Blesas             | Parámetro no válido |
| 002200     | Los Peraltas           | Parámetro no válido |

### Demografía
Cuenta con una población de 4319 habitantes (INE 2024).
| Gráfica de evolución demográfica de Arboleas entre 1842 y 2021                                                        |
| |
| Población de derecho según los censos de población del INE. Población de hecho según los censos de población del INE. |

El municipio ha experimentado un marcado ascenso en el número de sus habitantes, durante la década de los años 2000. Dicha tasa de crecimiento ha sido cercana al 120 %, cifra inusual y, al igual que Huércal de Almería, la más alta de la provincia en este período.
| Nacionalidad | Hombres | Mujeres | Total | %      | Proporción |
| ------------ | ------- | ------- | ----- | ------ | ---------- |
| Española     | 747     | 748     | 1495  | 32.9 % |            |
| Extranjera   | 1520    | 1517    | 3037  | 67.0 % |            |

| País        | Hombres | Mujeres | Total | %      | Proporción |
| ----------- | ------- | ------- | ----- | ------ | ---------- |
| Reino Unido | 1225    | 1225    | 2450  | 80.7 % |            |
| Rumania     | 35      | 40      | 75    | 2.5 %  |            |
| Marruecos   | 23      | 15      | 38    | 1.3 %  |            |
| Francia     | 14      | 12      | 26    | 0.8 %  |            |
| Alemania    | 8       | 8       | 16    | 0.5 %  |            |
| Perú        | 11      | 0       | 11    | 0.3 %  |            |
| Ecuador     | 4       | 5       | 9     | 0.2 %  |            |
| Ucrania     | 3       | 5       | 8     | 0.2 %  |            |
| China       | 5       | 2       | 7     | 0.2 %  |            |
| Polonia     | 2       | 5       | 7     | 0.2 %  |            |
| Argentina   | 3       | 2       | 5     | 0.1 %  |            |
| Colombia    | 1       | 3       | 4     | 0.1 %  |            |
| Venezuela   | 0       | 4       | 4     | 0.1 %  |            |
| Bolivia     | 2       | 1       | 3     | 0.09 % |            |
| Portugal    | 2       | 1       | 3     | 0.09 % |            |
| Brasil      | 0       | 2       | 2     | 0.06 % |            |
| Paraguay    | 0       | 2       | 2     | 0.06 % |            |
| Senegal     | 2       | 0       | 2     | 0.06 % |            |
| Bulgaria    | 1       | 0       | 1     | 0.03 % |            |
| Chile       | 0       | 1       | 1     | 0.03 % |            |
| Italia      | 1       | 0       | 1     | 0.03 % |            |

#### Migración
El pueblo tiene una tasa de inmigración altísima, suponiendo un número superior de inmigrantes que al de población nativa. En el año 2020 el 66'9 % era inmigrante, suponiendo la británica a su vez esta el 85 % del número de inmigrantes. En total había 45 nacionalidades diferentes en el municipio. Los inmigrantes británicos son jubilados que se han afincado en el municipio para disfrutar de la tranquilidad y el buen tiempo.

### Economía
Tradicionalmente, agricultura y ganadería ovina y, fundamentalmente, caprina han sido las actividades económicas mayoritarias, manteniendo bastante importancia en la actualidad.
En los últimos años, el sector de la construcción ha tenido un crecimiento 
extraordinario siendo la base de la economía local. La influencia de este sector en la economía del pueblo ha sido importante también indirectamente ya que se han generado un gran número de negocios en torno a dicho sector: carpintería, talleres, almacenes de materiales de construcción, fontanería, jardinería, gasolinera. La mayoría de estos negocios se han instalado en el polígono industrial añadiéndose a los negocios existentes relacionados con la agricultura: almazara y almacenes agrícolas.
El sector servicios ha cobrado gran importancia en los últimos años gracias al 
aumento demográfico de la localidad provocado por la llegada de ciudadanos 
procedentes de otros países, fundamentalmente del Reino Unido.

#### Evolución de la deuda viva municipal
| Gráfica de evolución de Deuda viva del Ayuntamiento de Arboleas entre 2008 y 2019                                |
| |
| Deuda viva del Ayuntamiento de Arboleas en miles de Euros según datos del Ministerio de Hacienda y Ad. Públicas. |

## Administración y política

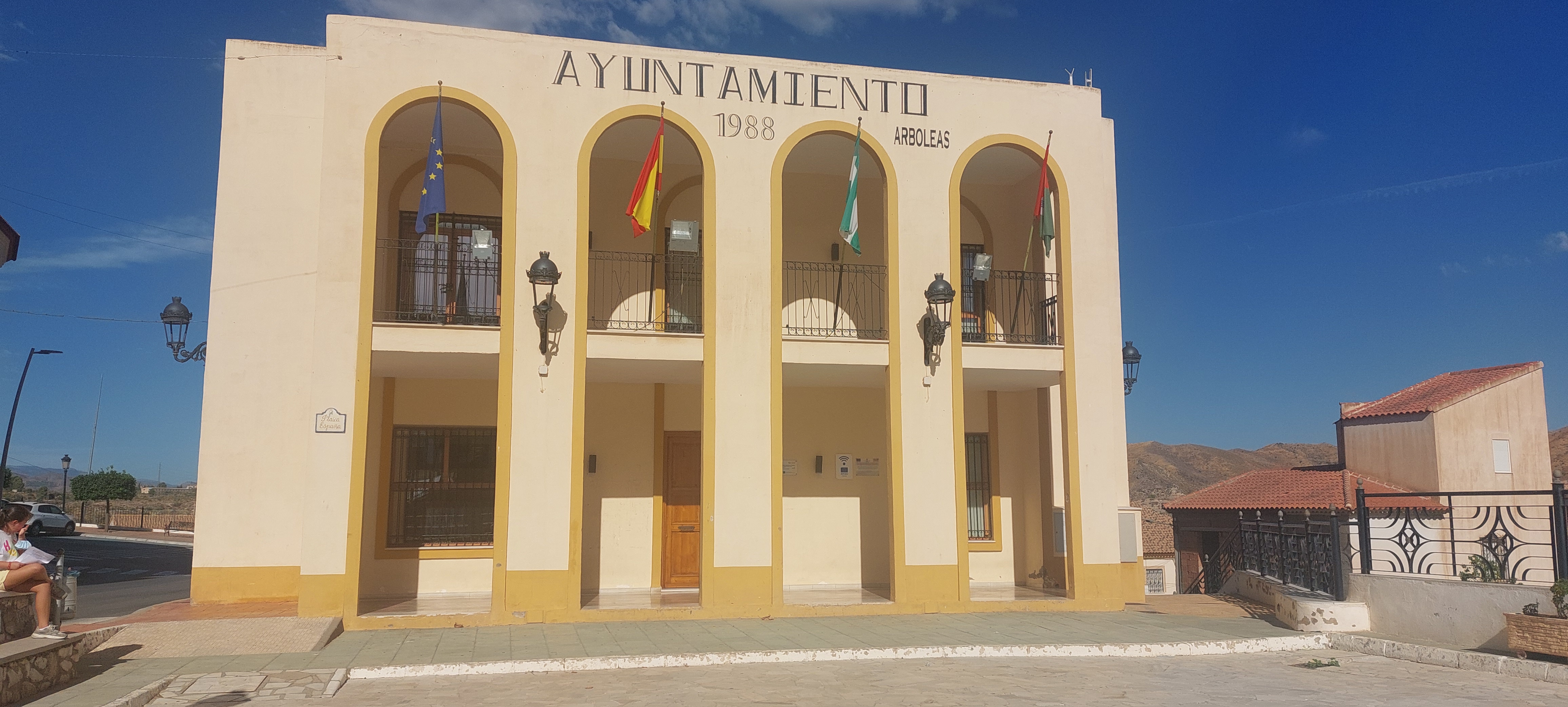
Casa Consistorial

| Legislatura     | Nombre                                       | Partido Político                  |
| --------------- | -------------------------------------------- | --------------------------------- |
| 1979-1983       | Francisco Mellado Parra                      | UCD                               |
| 1983-1987       | Cristóbal García Granados                    | Partido Socialista Obrero Español |
| 1987-1991       | Cristóbal García Granados                    | Partido Socialista Obrero Español |
| 1991-1995       | Cristóbal García Granados                    | Partido Socialista Obrero Español |
| 1995-1999       | Cristóbal García Granados                    | Partido Socialista Obrero Español |
| 1999-2003       | Cristóbal García Granados                    | Partido Socialista Obrero Español |
| 2003-2007       | Francisco Pérez Miras                        | Partido Socialista Obrero Español |
| 2007-2011       | Francisco Pérez Miras, Ángel García Martínez | Partido Socialista Obrero Español |
| 2011-2015       | Cristóbal García Granados                    | Partido Andalucista               |
| 2015-2019       | Cristóbal García Granados                    | Partido Socialista Obrero Español |
| 2019-2023       | Cristóbal García Granados                    | Partido Socialista Obrero Español |
| 2023-actualidad | José Juan Ramos                              | Partido Popular                   |

## Servicios públicos

### Educación

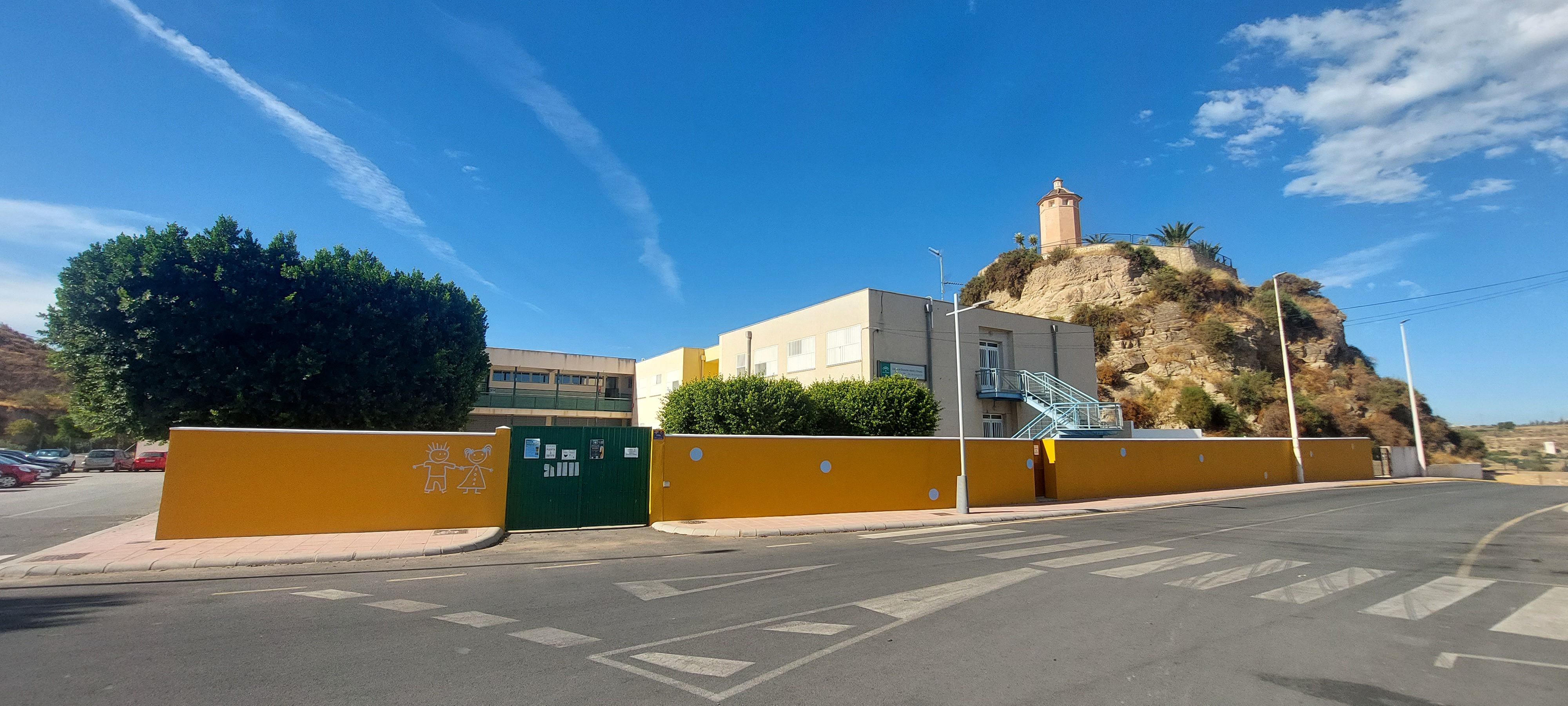
CEIP Nuestra Señora de la Asunción

El municipio cuenta con dos centros de educación infantil y un centro de educación primaria, el CEIP Nuestra Señora de la Asunción. En 2021, este centro junto a otros 23 centros de la provincia se unió al "Proyecto STEAM: Investigación Aeroespacial aplicada al aula", cuyo objetivo es detectar el talento científico y tecnológico en el alumnado.

### Sanidad
El municipio cuenta con un consultorio médico, que presta consultas en días laborables en horario de mañana. Pertenece al área de Gestión Sanitaria Norte de Almería y su hospital de referencia es el de La Inmaculada.

## Cultura

### Patrimonio

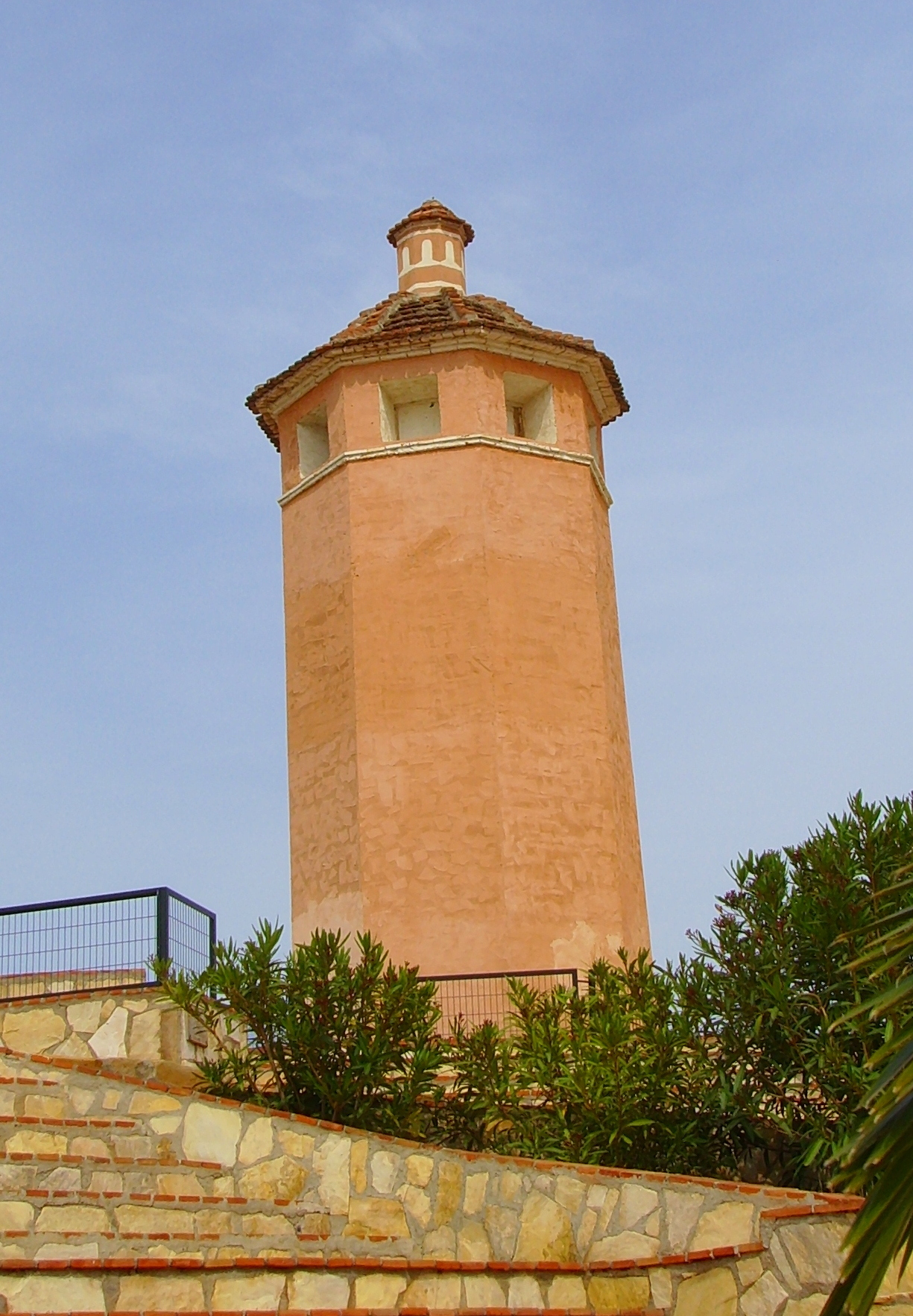
Vista de la Torre de Arboleas.

Las minas de Limaria son un coto minero de origen romano, donde se encuentran diversas cavidades de donde se extrajo el mineral Lapis specularis. Asociadas al yacimiento se encuentran escombreras y terreras, producto de la extracción del mineral, así como restos de cerámicas Terra sigillata. Hay también espejuelos cortados y serrados en los alrededores. En el interior de las minas, existen lucernarios, objetos dedicados a la extracción, sistemas de explotación de cámara, pilae y galería. Está protegido como Bien de Interés Cultural. El ayuntamiento de Arboleas comenzó con los trabajos para su recuperación y puesta en valor en el año 2017 para albergar visitas turísticas.

#### Religioso
La iglesia de Santiago Apóstol es un edificio con planta de cruz latina con tres naves separadas por arcos sustentados en columnas corintias pareadas con hierro. Tiene una bóveda de cañón con arcos fajones y lunetos. En su parte exterior el cuerpo central está más elevado que los laterales. La puerta de acceso está bajo un arco apuntado remarcado por mulduras y lo separa con una cornisa del óculo y el campanario. El material empleado es el ladrillo y la sillería para las esquinas, el óculo y la cornisa.

#### Militar
La torre de Arboleas es una torre vigía que pertenecía al sistema defensivo a lo largo del río Almanzora. Se trata de una torre octogonal con una distancia diagonal de tres metros. Está elaborada en tapial y sobre un zócalo de mampostería, por lo que pudo haber sido reconstruida en época andalusí. Su acceso es por la planta baja y se le construyó un cuerpo en la parte superior.

### Entidades Culturales

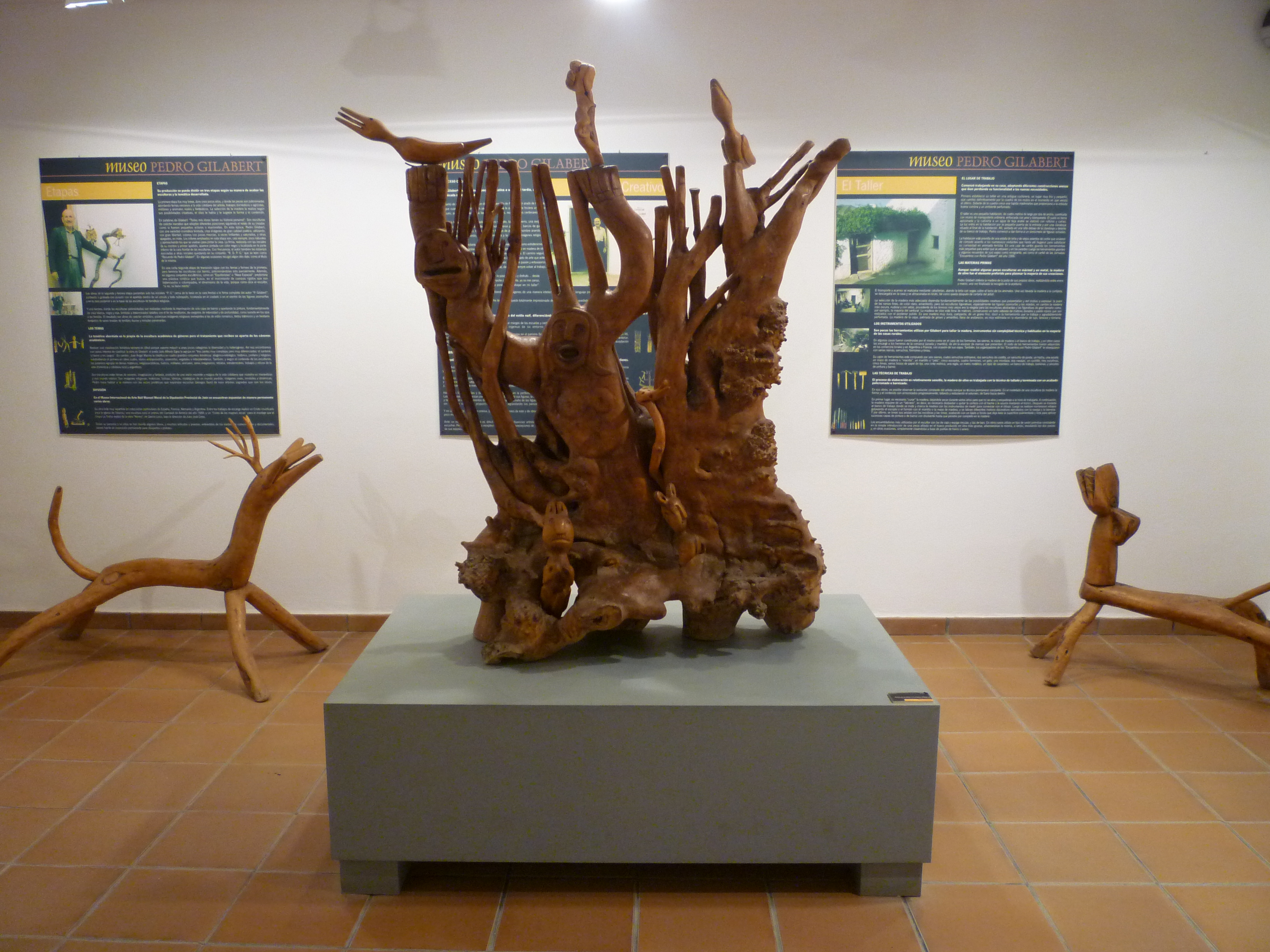
Árbol de la vida. Escultura de Pedro Gilabert ubicada en el Museo.

#### Museos
En el municipio se encuentra el Museo Pedro Gilabert, que abrió en 2003 y alberga 142 esculturas en exposición permamanente en madera de olivo realizadas por el artista.

### Eventos Culturales
Desde el año 2000 se celebran en el municipio las Jornadas Gastronómicas "Al-Arbuli", consistente en una serie de actividades en torno a la gastronomía y la cultura. Las actividades comprendidas son conferencias acerca de historia de la cormarca y la provincia de Almería, actuaciones de danza y bailes tradicionales, mercados de artesanía, talleres de cocina en vivo, menús degustación por parte de restauradores de la localidad o la cata de gastronomía local elaborada por la vecindad del municipio, incorporando a su vez platos de la gastronomía británica.